# جواو باربوسا رودريغز
جواو باربوسا رودريغز (بالبرتغالية: João Barbosa Rodrigues‏) (و. 1842 – 1909 م) هو عالم نبات، وعالم حشرات من البرازيل . ولد في ريو دي جانيرو .